# Lőwy Ferenc
Lőwy Ferenc (Körösladány, 1869. január 19. – 1944. deportálásban) rabbi, hittudós, tanulmányíró, műfordító, a holokauszt áldozata.

## Életútja
Teológiát és egyetemet az Országos Rabbiképző Intézetben Budapesten és Berlinben végzett, a filozófia doktora. Nagyatádon (1894-1903) rabbi, majd Marosvásárhelyen status quo ante főrabbi; a szentírást magyarázó tanulmányokat írt, Bibliai történet a világ teremtésétől a birodalom kettészakadásáig (Budapest, 1904; Marosvásárhely, 1922) c. tankönyve három kiadást ért meg. A Kemény Zsigmond Társaság (KZST) tagja 1909-től, itt elhangzott előadásai a keleti tudományokról (1912), Vámbéry Rusztemről (1914), a szombatosokról (1920), Ilosvai Selymes Péter Ptolemeus király históriája c. énekéről (1930), Jókai Mórról (1931), Arany János külföldi ismeretlenségének okairól (1932) szóltak. Az utolsó fejedelembeiktatásról szóló írása Marosvásárhelyt (1935) folyóiratokban, s a KZST évkönyveiben is megjelent.
Lefordította Max Nordau Doktor Kohn c. drámáját (Kolozsvár, 1920).